# 聖馬高斯阿里卡體育會
聖馬高斯阿里卡體育會（西班牙語：Club Deportivo San Marcos de Arica），是智利的一家職業足球會，位於阿里卡，先後在2012及2014年升班智利甲組足球聯賽，現時於智利足球甲B級聯賽作賽。球會於1978年2月14日成立，成立至2005年使用阿里卡體育會作為球會名字，主場球場為卡路士·迪邦球場，可容納 14,373 人。

## 外部連結
- Official Club Website （西班牙文）
- NO Official Club Website （西班牙文） www.sanmarcosdearica.cl